# 橫山 (越南)

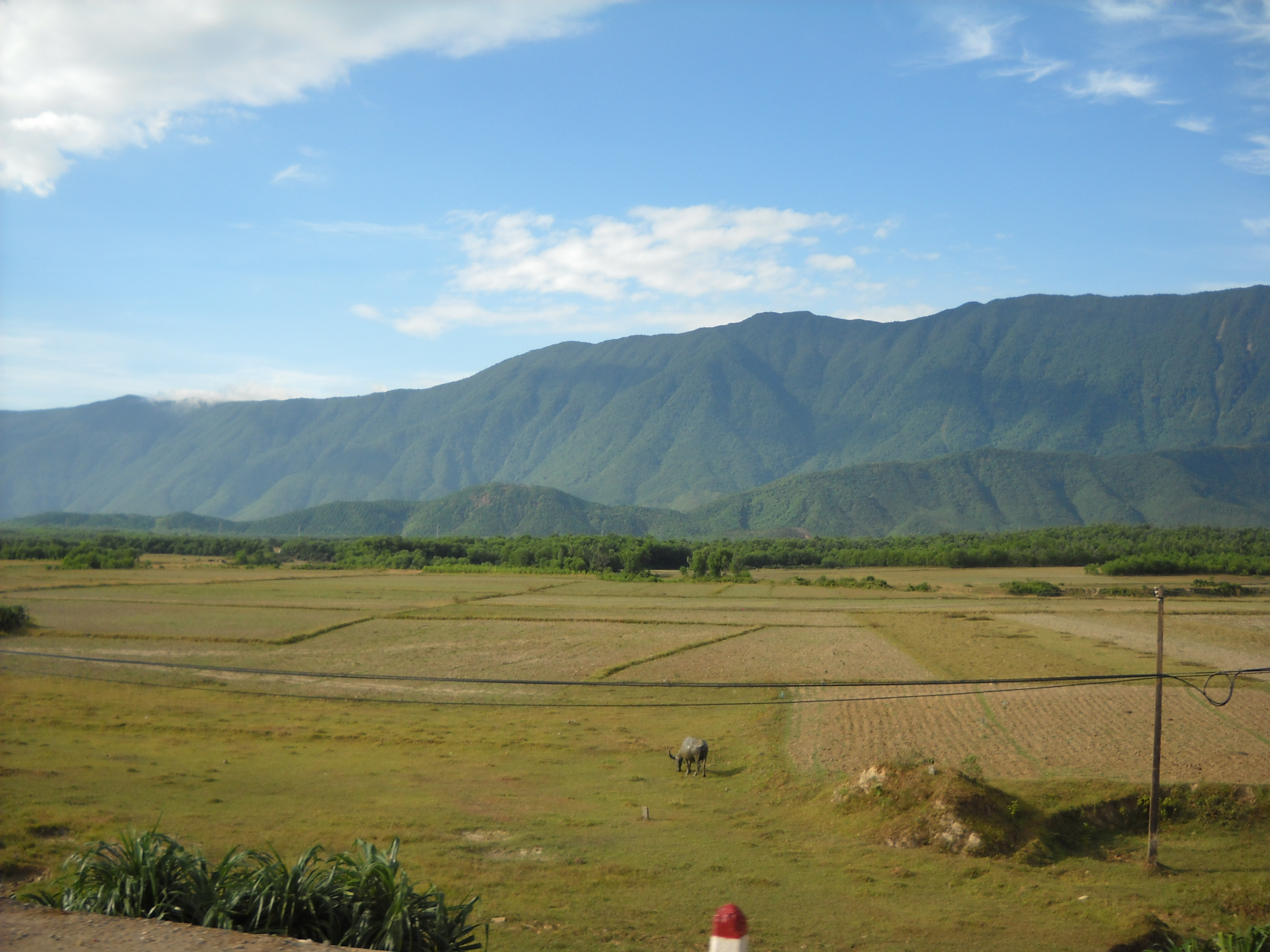
橫山

橫山（越南语：／）是分隔越南北部及中部的山脈，為越南河靜省和廣平省兩省的边界。橫山山脈屬安南山脈的一部分。山脉总长50公里，山勢險峻。
在古代，橫山是交通上的一大障碍。在黎中興朝的時候，阮潢受到鄭檢的迫害，向阮秉謙求教。阮秉謙說：「橫山一帶，萬世容身。」阮潢接受了他的建議，得以在廣南建立與北方鄭氏分庭抗禮的根據地。在16世紀至18世紀時，橫山與𤅷江成為越南鄭氏政權及阮氏政權的國境分界線。其山頂上有橫山關，在古代是戰略要地。越南淪為法國殖民地之後，橫山成為中圻與北圻的自然分界線。法國殖民政府駐軍於橫山關。
现代越南在開通國道1號的時候，在橫山修築了横山隧道。從此以後，交通開始大大方便起來。